# 二界岭水库
二界岭水库是中国浙江省湖州市长兴县境内的一座水库，位于西苕溪支流泗安塘上，建于1980年。水库正常库容为831万立方米，集雨面积为22平方千米，海拔为45.5米。